# Dave McKee
Hon. David „Dave“ Hugh McKee (* 1. Mai 1919 in Wondai, Queensland; † 4. Mai 2005 in Adelaide, South Australia) war ein australischer Politiker der Labor Party, der zwischen 1959 und 1975 Mitglied des South Australian House of Assembly sowie zeitweise Minister war.

## Leben
David „Dave“ Hugh McKee wurde am 3. Juni 1940 zum Militärdienst in den Australian Military Forces (AMF) eingezogen und diente während des Zweiten Weltkrieges bis zu seiner Entlassung am 5. Februar 1945 als Soldat (Private).
Bei der Wahl am 7. März 1959 wurde McKee für die Labor Party als Nachfolger seines am 27. Januar 1959 verstorbenen Parteifreundes Charles Davis im Wahlkreis Port Pirie erstmals zum Mitglied der South Australian House of Assembly gewählt, des Unterhauses des Parlaments von South Australia, und vertrat diesen Wahlkreis bis zu dessen Auflösung zum 29. Mai 1970. Während seiner Mitgliedschaft in der Legislativversammlung war er zwischen dem 13. Mai 1965 und dem 20. November 1970 Mitglied sowie vom 13. Mai 1965 bis zum 17. April 1968 auch Vorsitzender des Gemeinsamen Ausschusses für nachgeordnete Gesetzgebung (Joint Committee on Subordinate Legislation). Er war einer der fortschrittlichsten Politiker seiner Zeit und leistete bedeutende Beiträge zur „bahnbrechenden Legalisierung von Abtreibung und männlichen homosexuellen Handlungen in Südaustralien in den Jahren 1969 und 1972“.
Bei der Wahl am 30. Mai 1970 wurde Dave McKee für die ALP im neu geschaffenen Wahlkreis Pirie erneut zum Mitglied in das House of Assembly gewählt und vertrat diesen Wahlkreis bis zu seinem Verzicht auf eine erneute Kandidatur bei der Wahl am 12. Juli 1975, woraufhin der frühere Labor-Politiker und damalige Parteilose Ted Connelly diesen Wahlkreis gewann. Er war zwischen dem 14. Juli und dem 20. November 1970 abermals Vorsitzender des Gemeinsamen Ausschusses für nachgeordnete Gesetzgebung. Am 20. November 1970 wurde er in die zweite Regierung von Premier Don Dunstan berufen und bekleidete in dieser bis zum 10. Juni 1975 das Amt als Minister für Arbeit und Industrie (Minister of Labour and Industry). Am 28. August 1975 wurde ihm der Höflichkeitstitel The Honourable verliehen. Aus seiner Ehe mit Rhonda McKee gingen die beiden Kinder Colin und Laneene hervor.

## Hintergrundliteratur
- Parliament of South Australia: Statistical Record of the Legislature 1836–2007 (Memento vom 11. März 2019 im Internet Archive)

## Weblink
- Hon David McKee. In: Parlament von South Australia. Abgerufen am 30. April 2024 (englisch).